# Daniela Caroli
Daniela Caroli (Bra, 8 febbraio 1947 – Torino, 12 giugno 2011) è stata un'attrice e doppiatrice italiana.

## Doppiaggio
Ha dato la voce alla robotrix Caterina in Io e Caterina di Alberto Sordi, con lo stesso Sordi, Valeria Valeri ed Edwige Fenech. Ha partecipato come attrice, nel ruolo di Carmela, a Le farò da padre di Alberto Lattuada.
La sua notorietà deriva principalmente dalla sua carriera nel doppiaggio: la Caroli ha infatti dato voce a Rosalie in Lady Oscar, alla principessa Erika in General Daimos e a Tsubasa Kurenai e Yuka nella seconda parte di Ranma ½. È inoltre ricordata per aver doppiato vari personaggi in Cara dolce Kyoko, in Ken il guerriero e le serie robotiche Arbegas, Laserion e General Daimos. È tra i doppiatori della serie animata franco/giapponese Ulysse 31. Ha inoltre partecipato al doppiaggio italiano di altre serie animate di successo, molto conosciute che hanno riscontrato buoni ascolti e che sono considerate a tutti gli effetti dei veri classici dell'animazione giapponese, come Superauto Mach 5, Lo strano mondo di Minù, Candy Candy, Superbook, Gordian, Galaxy Express 999, Sui monti con Annette, Belfy e Lillybit e Lamù.
Ha doppiato anche diverse telenovelas come Figli miei, vita mia, Tormento d'amore, Sol de Batey, Andrea Celeste, Jeronimo, Doppio imbroglio, Quanto si piange per amore, Natalie, Il segreto.

## Filmografia

### Cinema
- Testa in giù, gambe in aria, regia di Ugo Novello (1972)
- Il prato macchiato di rosso, regia di Riccardo Ghione (1973)
- Non ho tempo, regia di Ansano Giannarelli (1973)
- Le farò da padre, regia di Alberto Lattuada (1974)
- Movie Rush - La febbre del cinema, regia di Ottavio Fabbri (1976)

### Televisione
- Il furto del Raffaello, episodio di K2 + 1, regia di Luciano Emmer (1971)
- Signora Ava, regia di Antonio Calenda (1975)